# Luria lurida
Espèce
Luria lurida est une espèce de mollusque gastéropode marin appartenant à la famille des Cypraeidae.

## Desription
- Répartition : est de l’Afrique, Méditerranée.
- Longueur : 6,7 cm.